# Persone di nome Paduka
| Questa pagina contiene informazioni ricavate automaticamente dalle voci biografiche con l'ausilio del template Bio e di un bot. L'aggiornamento è periodico e automatico e ricostruisce completamente la pagina. Se manca una persona in questa lista, sei pregato di non aggiungerla, ma accertati piuttosto che la sua voce biografica contenga il template Bio e che i dati anagrafici siano correttamente compilati. Se il template Bio manca, inseriscilo tu stesso o, in alternativa, metti l'avviso {{tmp\|Bio}} che ne segnala la mancanza. Se i dati riportati sono sbagliati, correggi direttamente la voce biografica; le modifiche saranno visibili in questa lista entro pochi giorni. Per chiarimenti vedi il progetto antroponimi. La lista contiene solo le 53 persone che sono citate nell'enciclopedia e per le quali è stato implementato correttamente il template Bio. Pagina aggiornata al 16 ott 2024. |

Questa è una lista di persone presenti nell'enciclopedia che hanno il prenome Paduka, suddivise per attività principale.

## Principi(2)
- Abdul Azim Bolkiah, principe, produttore cinematografico e attivista bruneiano (Bandar Seri Begawan, n. 1982 - Bandar Seri Begawan, † 2020)
- Abdul Mateen Bolkiah, principe e militare bruneiano (Bandar Seri Begawan, n. 1991)

## Sovrane(1)
- Tunku Azizah Aminah Maimunah, sovrana malese (Johor Bahru, n. 1960)

## Sovrani(50)
- Abdul Jalil Shah IV di Johor, sovrano malese (Kuala Pahang, † 1721)
- Abdul Jalil Muazzam Shah di Johor, sovrano malese (n. 1738 - Kuala Selangor, † 1761)
- Abdul Rahman Muazzam Shah di Johor, sovrano malese (Isola Lingga - Isola Lingga, † 1832)
- Abdul Jamil Shah I di Pahang, sovrano malese (Pekan, † 1512)
- Abdul Jamal Shah di Pahang, sovrano malese († 1590)
- Abdul Kadir Alauddin Shah di Pahang, sovrano malese († 1590)
- Abdul Ghafur Muhiuddin Shah di Pahang, sovrano malese (n. 1567 - Kuala Pahang, † 1614)
- Abdullah al-Mu'tassim Billah di Pahang, sovrano malese (Pekan, n. 1874 - Pekan, † 1932)
- Abdullah Mu'adzam Shah di Kedah, sovrano malese (Kota Bukit Pinang, † 1706)
- Ahmad al-Muadzam Shah di Pahang, sovrano malese (Pekan, n. 1836 - Pekan, † 1914)
- Ahmad Riayat Shah di Johor, sovrano malese (n. 1752 - Kuala Selangor, † 1770)
- Ahmad Shah I di Pahang, sovrano malese (Malacca - Pekan Lama, † 1511)
- Ahmad Shah II di Pahang, sovrano malese (Aceh, † 1617)
- Ahmad Shah Tajuddin Mukarram di Kedah, sovrano malese (George Town, n. 1832 - Istana Kota Star, † 1879)
- Ahmad Tajuddin Halim Shah I di Kedah, sovrano malese (Kota Bukit Penang, † 1710)
- Alauddin Riayat Shah di Pahang, sovrano malese
- Ataullah Muhammad Shah I di Kedah, sovrano malese (Kota Seputih, † 1473)
- Ataullah Muhammad Shah II di Kedah, sovrano malese (Kota Bukit Penang, † 1698)
- Dziaddin Mukarram Shah di Kedah, sovrano malese (Kota Indira Kayangan, † 1688)
- Ibrahim IV di Kelantan, sovrano malese (Kota Bharu, n. 1897 - Kota Bharu, † 1960)
- Ibrahim Shah di Johor, sovrano malese (Riau, † 1685)
- Ibrahim Shah di Selangor, sovrano malese (n. 1736 - Kuala Selangor, † 1826)
- Ibrahim Shah di Kedah, sovrano malese (Kota Seputih, † 1373)
- Ismail di Kelantan, sovrano malese (n. 1880 - Kota Bharu, † 1944)
- Mahmud Shah II di Johor, sovrano malese (n. 1675 - Kota Tinggi, † 1699)
- Mahmud Shah III di Johor, sovrano malese (n. 1756 - Bukit Chengah, † 1811)
- Mahmud Shah di Pahang, sovrano malese († 1530)
- Mahmud di Pahang, sovrano malese (Pekan, n. 1868 - Kuala Pahang, † 1917)
- Mahmud Shah I di Kedah, sovrano malese (Kota Sungai Mas, † 1321)
- Mahmud Shah II di Kedah, sovrano malese (Kota Seputih, † 1547)
- Mansur Shah I di Pahang, sovrano malese († 1519)
- Mansur Shah II di Pahang, sovrano malese († 1560)
- Muhammad V di Kelantan, sovrano malese (Kota Bharu, n. 1969)
- Muhammad di Negeri Sembilan, sovrano malese (Seri Menanti, n. 1865 - Seri Menanti, † 1933)
- Muhammad Shah di Pahang, sovrano malese (Malacca - Riau, † 1475)
- Muhammad IV di Kelantan, sovrano malese (Kota Bharu, n. 1870 - Kota Bharu, † 1920)
- Muhammad Shah di Kedah, sovrano malese (Kota Bukit Mariam, † 1237)
- Mudzaffar Shah II di Kedah, sovrano malese (Kota Sungai Mas, † 1280)
- Mudzafar Shah I di Kedah, sovrano malese († 1179)
- Muhammad Jiwa Zainal Adilin I di Kedah, sovrano malese (Kota Seputih, † 1506)
- Muhammad Shah II di Terengganu, sovrano malese (Kuala Terengganu, n. 1888 - Kuala Terengganu, † 1956)
- Mudzaffar Shah III di Kedah, sovrano malese (Kota Seputih, † 1602)
- Muhyiddin Mansur Shah di Kedah, sovrano malese (Kota Sena, † 1662)
- Muzaffar Shah di Pahang, sovrano malese (Pekan, † 1540)
- Rijaluddin Muhammad Shah di Kedah, sovrano malese (Kota Naga, † 1652)
- Sulaiman Badrul Alam Shah di Johor, sovrano malese (n. 1699 - Riau, † 1760)
- Sulaiman Shah I di Kedah, sovrano malese (Kota Seputih, † 1423)
- Sulaiman Shah II di Kedah, sovrano malese (Aceh, † 1626)
- Zainal Abidin Shah di Pahang, sovrano malese († 1555)
- Zainal Rashid Mu'adzam Shah II di Kedah, sovrano malese (Kedah, n. 1857 - Alor Setar, † 1881)